# Deutsche Babcock Al Jaber
 (février 2015).
Deutsche Babcock Al Jaber (Debaj) est une coentreprise de construction et services de génie industriel basée en Doha, Qatar et fait part du réseau des entreprises de Bilfinger Berger Power Services.

## Introduction
DEBAJ - Deutsche Babcock Al Jaber a été établi en 2003, lorsque Babcock Borsig Service GmbH maintenant part de Bilfinger Berger et Al Jaber Group for Constructions and Energy Projects ont établi une coentreprise pour mieux développer leur présence au Qatar.

## Organisation de la société
Deutsche Babcock Al Jaber W.L.L. est une société "joint-venture" créée en Doha, Qatar en 2003 par deux acteurs régionaux:  Babcock Borsig Service GmbH, actif dans le Golfe depuis  1971 par Deutsche Babcock Middle East (FZE) , Al Jaber Group des Émirats arabes unis par Al Jaber & Partners for Constructions and Energy Projets   avec une société locale du Qatar International Projects Development Co.  L’actuel nom de l'entreprise est un acronyme composé par les lettres initiales des mots qui se conjuguent et fusionnent les noms des deux principaux coentrepreneurs.
Deutsche Babcock Al Jaber a été établi  afin de développer davantage la présence de Deutsche Babcock Middle East au Qatar, en coordonnant les services techniques du génie industriel avec l’ingénierie de l’environnement, notamment pour les usines de dessalement de l'eau.
Aujourd'hui Deutsche Babcock Al Jaber gère un effectif d’environ 2 000 personnes.  

## Domaines d'activités
Le principal champ d'opérations de Deutsche Babcock Al Jaber est dans l’industrie de l’Energie, du dessalement de l’Eau, de l’industrie de l’acier, du pétrole et du gaz. Les activités d’affaires sont essentiellement regroupées en la Construction, Maintenance, la Rénovation et tous les Services pour l’extension du cycle de vie dans les pôles de production industriels des secteurs susmentionnés.

Domaines d'activités / Services:
- Contracting & Construction de travaux de génie électromécanique
- Plant Services (maintenance, rénovation & révision)
- Fabrication, Manufacture et assemblage

Produits:
- Échangeurs de chaleur
- Évaporateurs
- Réservoirs sous pression
- Réservoirs
- Chaudières industrielles de puissance supérieure à 70 kW
- Structures portantes en acier
- Tuyauterie de pression en acier spécial
- Fabrication / assemblage de tuyauterie, joints d’acier, brides, vannes, etc.

## Projets
Deutsche Babcock Al Jaber pendant ses ans d'activité au Qatar a exécuté plusieurs travaux de génie industriel. Parmi ses majeurs récents projets déjà achevés et encore en cours au Qatar on peut inclure: 
Majeurs Projets:
- Restauration / Échange standard des Stations de pompage de pétrole - Qatar Petroleum, Mesaieed.
- Remise en état des structures de Distillation industrielle – Kahramaa, Ras Abu Fontas ‘A’.
- Construction de la structure d’acier  & des Équipements de base du plant – JEL / -  Qatar Steel, Mesaieed
- Fabrication & assainissement de Brine Heaters (220T chaqu’un), Réservoirs sous pression & double Duplex Steel Pipes pour l'usine de dessalement – Fisia Italimpianti, Italie.
- Travaux d’installation électromécanique pour Générateurs Turbine à Gaz # 1, 2, 3 et ses  Auxiliaires – General Electric International Inc. / QEWC, Ras Abu Fontas B2.
- Travaux électromécaniques de génie industriel pour l’usine de catalyse – Süd-Chemie (de), (Allemagne), Mesaieed.
- Installation de poste électrique/sous-station de 220/400 kV GIS -  ABB Ltd. / Qatalum, Mesaieed.
- Travaux de construction mécaniques de l’ETP pour AJT (C8 Package) -  Pearl GTL Shell, Ras Laffan
- BOP Travaux d’installation électrique pour 6X9FA Générateurs Turbine à Gaz & Nos. 3 Turbines à vapeur & travaux associés – Iberdrola Middle East (Spain) / M-Power, Mesaieed.
- Travaux de construction électromécanique pour l’usine et l’installation mécanique de la fonderie et de l'usine pour le traitement des Anodes – Fata EPC (Italy) / Qatalum, Mesaieed.
- Installation de  Nos. 11 Furnaces, tuyauterie CW et travaux électriques & instrumentales associés – Solios Thermal Ltd. (Angleterre) / Qatalum, Mesaieed.
- Installation de Boilers Auxiliaires & BOP Evaporateur No.15 - Fisia Italimpianti SpA (Italie) / QEWC, Ras Abu Fontas
- Service de support technique pour Opération & Maintenance du Doha West Sewage Treatment Plant, Suez Degrémont Ltd / Ashghal, Doha West.
- Service de support technique pour les travaux de Pre-Commissioning Tecnimont / Q-Chem, Mesaieed.
- BOP Travaux de construction mécaniques de l’Area 5 au Remi Plant / Usine de dessalement- Fisia Italimpianti SpA (Italie) / QEWC, Ras Abu Fontas.
- Travaux d’installation du système de conditionnement et réfrigération du SMRC – Sidra Medical and Research Center (Qatar Foundation) & Barwa Village – Voltas (en), Doha.

### Liens Externes
- Deutsche Babcock Al Jaber Official website

## Sources
- (en) Cet article est partiellement ou en totalité issu de l’article de Wikipédia en anglais intitulé « Deutsche Babcock Al Jaber » (voir la liste des auteurs).